# Ronold W. P. King
Ronold Wyeth Percival King (né le 19 septembre 1905 – mort le 10 avril 2006) est un physicien américain surtout connu pour ses contributions dans le domaine des antennes micro-onde (en), sur lesquelles il a publié une douzaine de livres et environ 300 articles,.

## Biographie
King naît à Williamstown (Massachusetts). Il déménage ensuite à Rochester (New York), où son père travaille comme professeur d'allemand.
King obtient un A.B. en 1927, puis une S.M. en physique de l'université de Rochester en 1929. Il a participé à un échange étudiant à l'université Louis-et-Maximilien de Munich (1928-1929) et fréquente l'université Cornell en 1929-1930 avant de compléter ses études graduées à l'université du Wisconsin à Madison, où il obtient un Ph.D. en 1932. Sa thèse, dirigée par Edward Bennett (en), s'intitule Characteristics of Vacuum Tube Circuits Having Distributed Constants at Ultra-Radio Frequencies.
King enseigne la physique au Lafayette College de 1934 à 1937, puis à l'université Harvard à partir de 1938, où il devient professeur émérite en 1972.